# Gynoplistia waigeuensis
Gynoplistia waigeuensis är en tvåvingeart som beskrevs av Alexander 1947. Gynoplistia waigeuensis ingår i släktet Gynoplistia och familjen småharkrankar. Inga underarter finns listade i Catalogue of Life.